# Sheikh Zayed Road

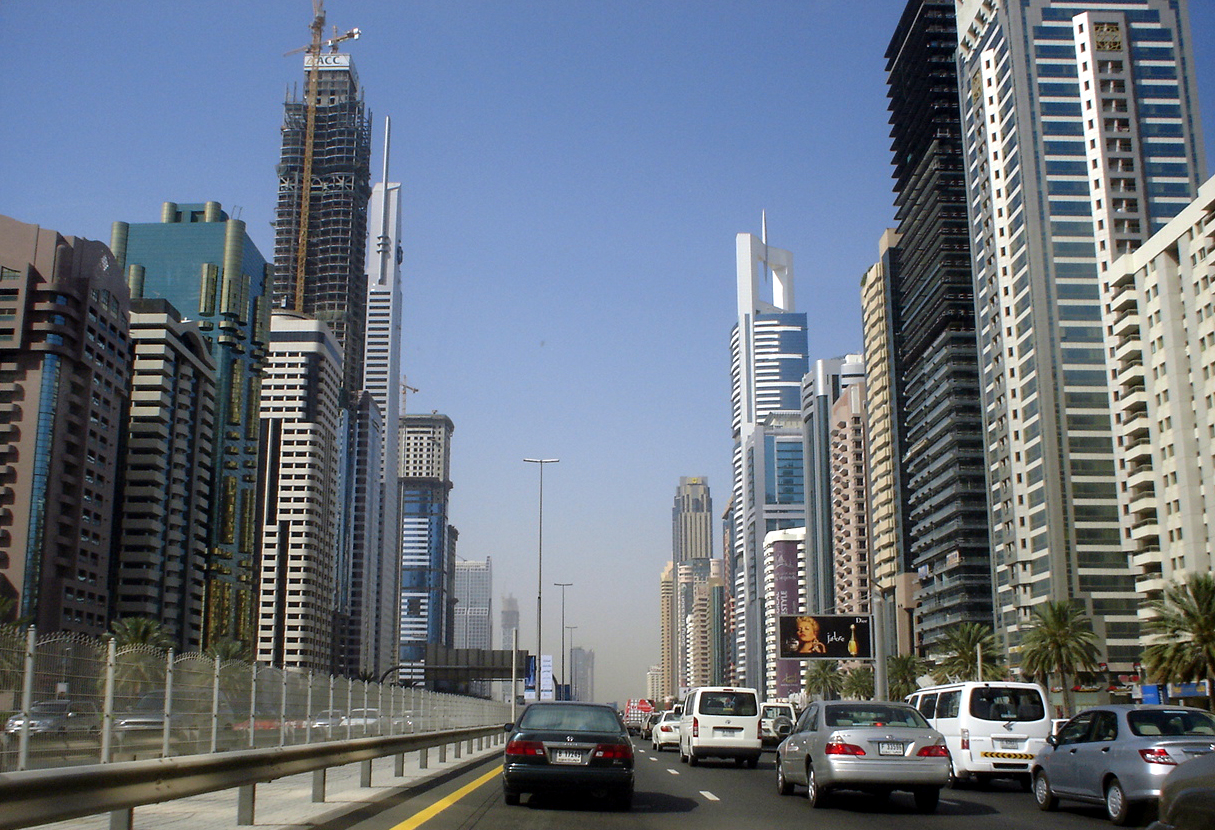
Vista de um carro da Sheikh Zayed Road

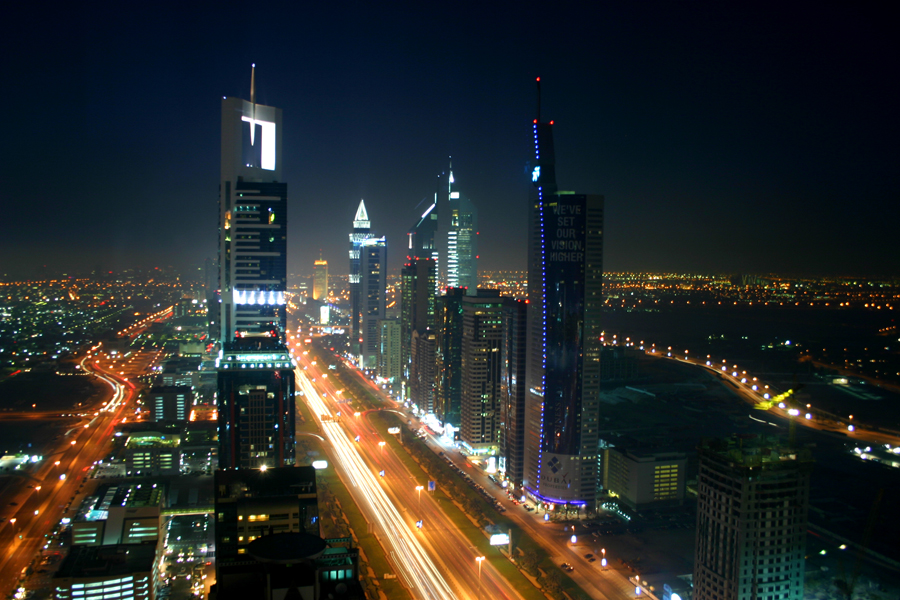
Vista da avenida à noite.

A Sheikh Zayed Road é uma avenida paralela à costa da cidade de Dubai, nos Emirados Árabes Unidos. Antigamente era conhecida como Trade Centre Road, mas na década de 1990 o nome mudou para homenagear o antigo presidente dos Emirados Árabes Unidos, o Xeque Zayed bin Sultan Al Nahayan.
O primeiro bocado da avenida (entre as junções 1 e 2) acolhe muitos dos mais famosos arranha-céus da cidade, como por exemplo o Burj Dubai (com abertura oficial para público em 04/01/2010), as Emirates Towers, entre muitos outros. Futuramente a linha vermelha do Metro do Dubai, ainda em construção, passará paralelamente à avenida.